# Le Temps d'un été (film, 2023)
Pour les articles homonymes, voir Le Temps d'un été.
Pour plus de détails, voir Fiche technique et Distribution.
Le Temps d'un été est un film québécois réalisé par Louise Archambault sorti en 2023 et mettant en vedette Patrice Robitaille.

## Synopsis
Marc Côté, aumônier de rue et curé depuis plus de 25 ans, hérite d'un domaine sur une vaste propriété dans le Bas-Saint-Laurent. Il décide d'y amener les itinérants qui vivent dans son église pour l'été afin que ceux-ci profitent de vacances salvatrices loin de la ville. Ainsi, avec sa fidèle acolyte sœur Monique, il s'engage dans une aventure hors norme qui bouleversera le quotidien des habitants de la petite ville de Sainte-Luce. Plusieurs n'accueilleront pas ces gens différents de façon amicale, jugeant d'emblée leur allure et leur style de vie.

## Fiche technique
Source : IMDb et Films du Québec
- Titre original : Le Temps d'un été
- Réalisation : Louise Archambault
- Scénario : Marie Vien (en)
- Direction artistique : Mathieu Lemay
- Conception artistique : Emmanuel Fréchette
- Costumes : Francesca Chamberland
- Maquillage : Marie Salvado
- Coiffure : Nermin Grbic
- Photographie : Mathieu Laverdière (en)
- Son : François Grenon, Sylvain Bellemare, Frédéric Cloutier, Bernard Gariépy Strobl
- Montage : Isabelle Malenfant (en)
- Production : Antonello Cozzolino, Brigitte Léveillé
- Société de production : Attraction
- Société de distribution : Immina Films (en) (Canada), Attraction Distribution (international)
- Budget : 8 millions $ CA
- Pays de production :  Canada
- Tournage : août-septembre 2022, dans le Bas-du-fleuve et à Montréal
- Langue originale : français
- Format : couleur
- Genre : comédie dramatique
- Durée : 126 minutes
- Dates de sortie :
  - Canada : 4 juillet 2023 (première mondiale au cinéma Lido à Rimouski)[2]
  - Canada : 10 juillet 2023 (première montréalaise à la Place des Arts)[3]
  - Canada : 14 juillet 2023 (sortie en salle au Québec)
  - Canada : 12 septembre 2023 (VSD), (DVD et Blu-ray)
- Classification :
  - Québec : Visa général[4]

## Distribution
- Patrice Robitaille : Marc Côté, curé
- Guy Nadon : Me Jean-Pierre Genin
- Élise Guilbault : sœur Monique
- Martin Dubreuil : Sam
- Sébastien Ricard : François Riendeau
- Marc-André Leclair : Angel
- Justin Leyrolles-Bouchard : Sébast
- Cedric Keka Shako : Julien Kadima
- Louise Turcot : Mme Cécile
- Pierre Verville : Molo
- Océane Kitura Bohémier-Tootoo : Miali
- Josée Deschênes : Nicole Pelletier
- Gilbert Sicotte : le curé Beaulieu
- Normand Chouinard : le maire
- Geneviève Rochette : Laurence
- Denis Marchand : M. Gadbois
- Bruce Dinsmore : notaire Douglas

## Box-Office
Le film a rapporté, durant son exploitation au cinéma, plus de 2 035 799 $, ce qui en fait le plus gros succès de l'année 2023 au Québec et le film avec le plus de recettes au cinéma dans la province depuis 2019 et Menteur.

## Lieux de tournages
L'église et la paroisse Sainte Jeanne D'Arc, situé dans Hochelaga sur la rue de Chambly, servent de lieu où officie le curé dans le film. Le Bas-Saint-Laurent accueille l'action principale du film, notamment la plage et la municipalité de Sainte-Luce, dont on voit notamment l'église et le bord de mer tout au long du film. Quant à la maison de vacances des protagonistes, c'est une bâtisse de 1910 située au 363, rue Beach à Métis-sur Mer. Elle est donc en réalité en Gaspésie et non au Bas-Saint-Laurent, où se situe le village qui accueille le groupe.